# Musée Pasteur
Musée Pasteur (Pasteurovo muzeum) je muzeum otevřené v roce 1935 v Pasteurově ústavu v Paříži. Sídlí v č. 25 na Rue du Docteur-Roux v 15. obvodu. Muzeum je věnováno životu a dílu vědce Louise Pasteura a nachází se v jeho bytě, kde žil na sklonu svého života.
Kromě toho existuje ještě další Pasteurovo muzeum ve městě Dole v rodném domě Louise Pasteura.